# Agrotis punctipes
Agrotis punctipes är en fjärilsart som beskrevs av Walker 1865. Agrotis punctipes ingår i släktet Agrotis och familjen nattflyn. Inga underarter finns listade i Catalogue of Life.